# Francis Dodd

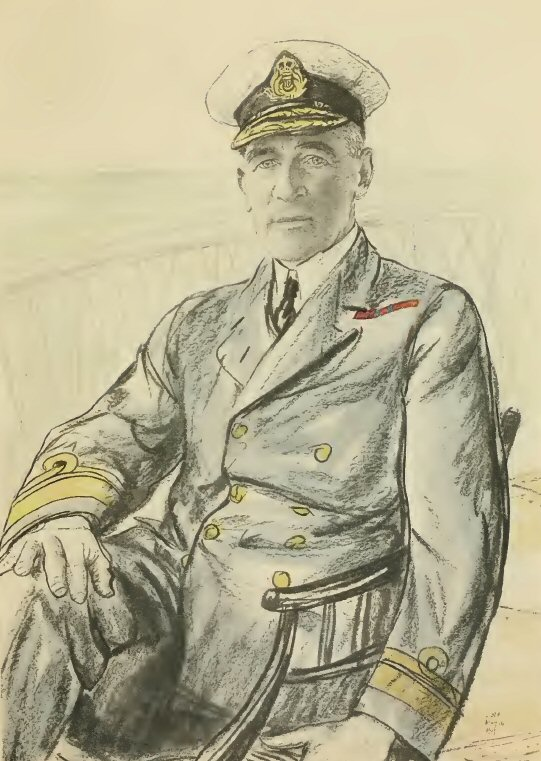
Retrato de Reginald Tyrwhitt por Dodd, de 'Admirals of the British Navy' publicado en 1917

Francis Edgar Dodd  (29 de noviembre de 1874 - 7 de marzo de 1949) fue un pintor británico de retratos, paisajista y grabador.
Nacido en Holyhead, Anglesey, Gales, hijo de un ministro de Wesleyan, Dodd se preparó en Glasgow School of Art junto con Muirhead Bone quien se casó con la hermana de Dodd. En Glasgow, Dodd ganó la beca Haldane Scholarship en 1893 y después viajó a Francia, Italia y más tarde España. Dodd regresó a Inglaterra en 1895 y se estableció en Manchester, haciendo amistad con Charles Holden, antes de moverse a Blackheath en Londres en 1904.
Durante la Primera Guerra Mundial, en 1916, fue designado artista oficial de guerra por Charles Masterman, el encargado del War Propaganda Bureau (WPB). Sirviendo en el Frente Occidental, produjo más de 30 retratos de militares de alto rango.
Sin embargo, también obtuve una considerable reputación en tiempos de paz por la calidad de sus acuarelas y encargo de retratos. En 1929, fue designado como depositario de la Galería Tate, un cargo que tuvo durante los siguientes seis años, y fue elegido como socio de la Royal Academy en 1927 y miembro en 1935.
Vivió desde 1911 hasta que se suicidó en 1949 en Arundel House (51 Blackheath Park) en Blackheath, London.